# Fallou (Mali)
Pour les articles homonymes, voir Fallou.
Fallou est une ville et une commune malienne, située dans le pays de la Kaarta, chef-lieu du cercle de Fallou, dans la région de Nara.

## Histoire
En 2023, la loi 2023-007 soustrait une partie de la commune pour former la commune de Digan qui compte 16 villages, la commune de Fallou conserve 31 villages, fractions ou quartiers.

## Villages
La commune s'étend sur 43 localités relevées lors du recensement général de 2009. 
Les villages les plus peuplés sont :
- Digan (2 813 habitants) ;
- N'Tomodo (1 951 habitants) ;
- Sountiana (1 790 habitants).

En 2023, la loi 2023-007 attribue à la commune 31 villages, fractions ou quartiers.

## Population
Le village chef-lieu Fallou compte 1 130 habitants, lors du recensement de 2009.